# Moždivnjak
Moždivnjak es un pueblo ubicado en el municipio de Kriva Palanka, en Macedonia del Norte.

## Superficie
Posee una superficie de 12,52 kilómetros cuadrados.

## Demografía
Hasta 2021 la población era de 692 habitantes, con una densidad de población de 55,27 habitantes por kilómetro cuadrado.